# Höfen bei Thun

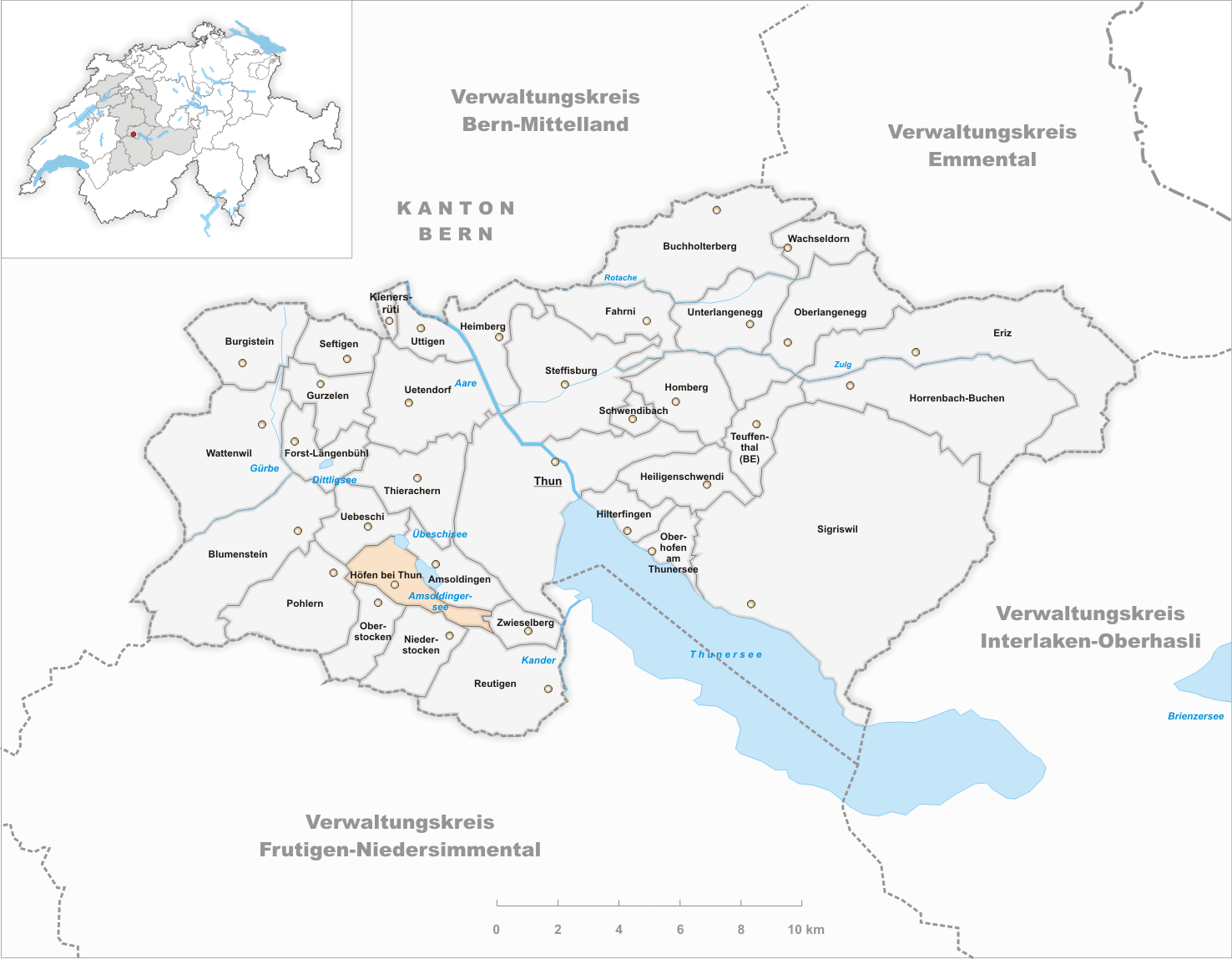
Gemeindestand vor der Fusion am 1. Januar 2014

Höfen (offizielle Bezeichnung) ist eine Ortschaft in der Einwohnergemeinde Stocken-Höfen im Schweizer Kanton Bern. Bis zum 31. Dezember 2013 war Höfen eine eigene Einwohnergemeinde. Am 1. Januar 2014 fusionierte diese mit den Gemeinden Niederstocken und Oberstocken zur neuen Gemeinde Stocken-Höfen.

## Geographie

Luftbild von Amsoldinger See und Höfen von Werner Friedli (1952)

Der Ort liegt auf einer Höhe in einer Hügellandschaft zwischen dem Stockental einerseits und dem Amsoldinger- und Uebeschisee andererseits südwestlich von Thun. Ausser dem Uebeschisee, von welchem der Grossteil mit einer Fläche von 10 ha trotz seinem Namen zu Höfen gehört – und nicht zur Nachbargemeinde Uebeschi –, gibt es keine Gewässer auf dem Gemeindegebiet. Die nordöstliche Grenze von Höfen verläuft entlang dem Ufer des Amsoldingersees, der jedoch vollständig auf dem Gebiet der Gemeinde Amsoldingen liegt. Im Südosten der Ortschaft gibt es mit dem Beisseren ein grosses Waldstück. Früher hatte die Höfen keine Hauptsiedlung, doch in den letzten Jahrzehnten hat sich zwischen den Weilern Kistleren, Schindleren und Speckhubel eine solche herausgebildet. In Höfen gibt es ausserdem zahlreiche weitere Häusergruppen und Einzelgehöfte. Vom gesamten Areal von 462 ha werden 74,8 % landwirtschaftlich genutzt. Wald und Gehölz bedecken 15,6 % und Siedlungsflächen 4,6 % des einstigen Gemeindegebiets.

## Bevölkerung
Anfang 2005 zählte die Gemeinde 399 Einwohner.

### Sprachen
Die Bevölkerung spricht im Alltag eine hochalemannische Mundart, die zu den Dialekten des Berndeutschen gehört. Bei der letzten Volkszählung im Jahr 2000 gaben 98,74 % Deutsch und je 0,25 % Französisch und Rätoromanisch als Hauptsprache an.

### Religionen – Konfessionen
In früheren Zeiten war die gesamte Einwohnerschaft Mitglied der Evangelisch-reformierten Landeskirche.

### Herkunft – Nationalität
Anfang 2005 waren 396 Bewohner (= 99,25 %) Schweizer Staatsangehörige und drei Personen Zugewanderte aus anderen Ländern.

## Politik
Die Stimmenanteile der Parteien anlässlich der Nationalratswahlen 2011 betrugen: SVP 49,8 %, BDP 12,9 %, GPS 10,4 %, SP 8,4 %, EDU 4,9 %, glp 4,6 %, FDP 2,7 %, EVP 1,6 %, Alpenparlament 1,2 %, CVP 1,2 %.

## Wirtschaft
Die im Dorf arbeitende Bevölkerung lebt auch heute noch überwiegend von der Landwirtschaft. Doch die Mehrheit der erwerbstätigen Höfener sind Wegpendler (vor allem nach Thun).

## Verkehr
Das Dorfzentrum ist durch die Buslinie 3 der STI Thun–Höfen–Blumenstein an das Netz des öffentlichen Verkehrs angeschlossen. Die nordwestlichen und südöstlichen Gemeindeteile hingegen sind durch den öffentlichen Verkehr nicht erschlossen.
Die durch den Bus erschlossenen Gemeindeteile liegen an der Strasse von Amsoldingen nach Oberstocken. Alle anderen Ortsteile sind nur auf kleinen Nebenstrassen erreichbar. Der nächstgelegene Autobahnanschluss ist Thun-Süd an der A6.